# Dimetylsulfid
Dimetylsulfid är en organisk svavel-förening med formeln (CH3)2S.

## Egenskaper
Dimetylsulfid är en brandfarlig vätska som är praktiskt taget olöslig i vatten. Den har en mycket karaktäristisk lukt som ingår i de ämnen som frigörs när majs, kål eller rödbetor värms upp. Det är också ett tecken på bakteriell infektion vid jäsning av malt. Den bildas också som en biprodukt i sulfatprocessen.

## Användning
Dimetylsulfid används inom petrokemisk industri för att hindra bildandet av koks och kolmonoxid. Det används också inom organisk syntes.